# Пенс, Майк
Майкл Ричард «Майк» Пенс (англ. Michael Richard «Mike» Pence; род. 7 июня 1959, Колумбус, Индиана, США) — американский государственный и политический деятель-республиканец, 48-й вице-президент США в 2017—2021 годах: во время первого президентского срока Дональда Трампа. Губернатор Индианы в 2013—2017 годах, ранее член Палаты Представителей от Индианы с 2001 года. 
Будучи вице-президентом являлся председателем Национального совета по вопросам космоса после того, как оный был воссоздан в 2017 году, и руководителем рабочей группы по пандемии Covid-19. Пенс и Трамп проиграли выборы в 2020 году кандидатам от Демократической партии Джо Байдену и Камале Харрис. Несмотря на то, что Трамп отказывался признавать результаты выборов и призвал своих сторонников атаковать Капитолий 6 января 2021 года, Пенс сертифицировал результаты выборов и признал победу Байдена и Харрис. После завершения полномочий вице-президента он дистанцировался от Трампа и не поддержал его кандидатуру на выборах в 2024 году.

## Биография

### Ранние годы
Майк Пенс родился 7 июня 1959 года в Колумбусе, штат Индиана. Он является одним из шести детей Энн Джейн (в девичестве Коули) и Эдварда Джозефа Пенса-младшего, на тот момент владевшего группой бензоколонок. Его отец служил в американской армии во время Корейской войны. В 1953 году он был удостоен Бронзовой звезды. По происхождению отец был немцем, а мать — ирландкой. Его дед по отцовской линии, Эдвард Джозеф Пенс-старший, работал на Чикагской бирже. Майк был назван в честь своего деда по материнской линии, Ричарда Майкла Коули, который эмигрировал из ирландского Дукасла в Соединённые Штаты Америки через остров Эллис. Ричард Майкл работал водителем автобуса в Чикаго. Родители его бабушки по материнской линии были из города Дунбег, расположенного в Ирландии. Брат -Грег - депутат палаты представителей США.
Пенс окончил среднюю школу Колумбус-Норт в 1977 году. В 1981 году он получил степень бакалавра искусств в области истории в Гановерском колледже и степень доктора юриспруденции в Школе права Роберта Х. Маккинни при Университете Индианы в Индианаполисе в 1986 году. После окончания Гановера Пенс был приёмным консультантом колледжа с 1981 по 1983 год.
В детстве и молодости Пенс был католиком и членом Демократической партии (вступил в 1976 году), как и все остальные члены его семьи. Он голосовал за Джимми Картера на президентских выборах 1980 года. По его словам, идейными вдохновителями его карьеры стали такие политические деятели, как Джон Кеннеди и Мартин Лютер Кинг. Во время учёбы в колледже Пенс покинул католическую церковь и стал евангелистом, к разочарованию своей матери. Его политические взгляды начали смещаться вправо. С этого момента Пенс начал отождествлять себя с идеей «здравого консерватизма Рональда Рейгана».

## Начало политической карьеры
После окончания юридической школы в 1986 году Пенс работал адвокатом. В 1988 году Майк баллотировался в Конгресс от штата Индиана в противовес демократу Филиппу Шарпу, но проиграл. Он столкнулся с Шарпом и в 1990 году. Пенсу пришлось на время отойти от работы адвоката, чтобы всецело сосредоточиться на избирательной кампании. Однако он снова потерпел поражение.

## Палата представителей (2001—2013)
В 2000 году Пенс предпринял попытку баллотироваться в палату представителей США. Майк одержал победу во 2-м округе Индианы (с 2002 года это 6-й округ Индианы).
Пенс был переизбран на четырёх последующих выборах. В 2006, 2008 и 2010 годах он одержал победу над демократом Барри Уэлшем.
Пенс начал подниматься в партийной структуре руководства и с 2005 по 2007 год был председателем Исследовательского комитета Республиканской партии, который представлял группу консервативных республиканцев Палаты представителей. В ноябре 2006 года Пенс выдвинул свою кандидатуру на пост лидера Республиканской партии (лидера меньшинства) в Палате Представителей США. В случае своего избрания, Пенс хотел «возродить ценности» республиканской революции 1994 года. Однако он уступил представителю штата Огайо Джону Бейнеру: 168 голосов было отдано за Бейнера и 27 — за Пенса. В январе 2009 года Майк был избран председателем Республиканской Конференции, став третьим лицом Республиканской партии после лидера меньшинства Джона Бейнера и лидера республиканцев в Палате представителей Эрика Кантора. Пенс стал первым представителем от Индианы, занимавшим руководящую должность в Палате представителей с 1981 года. За двенадцать лет пребывания Пенса он внёс 90 законопроектов и резолюций. Он был в составе следующих комитетов:
- 107-й Конгресс (2001—2003): сельское хозяйство, судопроизводство, малый бизнес;
- 108-й Конгресс (2003—2005): сельское хозяйство, международные отношения, судопроизводство;
- 109-й Конгресс (2005—2007): сельское хозяйство, международные отношения, судопроизводство;
- 110-й Конгресс (2007—2009): иностранные дела, судебная система;
- 111-й Конгресс (2009—2011): иностранные дела;
- 112-й Конгресс (2011—2013): иностранные дела, судопроизводство.

В 2008 году журнал «Esquire» назвал Пенса одним из десяти лучших членов Конгресса. Пенс был упомянут в качестве возможного кандидата от республиканцев на пост президента в 2008 и 2012 годах. В 2010 году ему было предложено баллотироваться против действующего сенатора-демократа от Индианы Эвана Бая, но Майк решил не участвовать в гонке.

## Губернатор штата Индиана (2013—2017)
В мае 2011 года Пенс объявил о выдвижении своей кандидатуры от Республиканской партии на пост губернатора штата Индиана в 2012 году. Пенс выступал с инициативой продолжения курса предыдущего губернатора-республиканца Митча Дэниелса, направленного на реформирование системы образования и бизнеса. Кандидатом от демократов был бывший спикер Палаты представителей штата Индиана Джон Ричард Грегг. Несмотря на популярность и всеобщее признание заслуг уходящего губернатора, выборы выдались достаточно напряжёнными. Пенс одержал минимальную победу, опередив Грегга менее чем на 3 %.
14 января 2013 года Пенс был приведён к присяге в качестве 50-го губернатора Индианы.

### Бюджетно-налоговая и экономическая политика
В 2014 году штат завершил финансовый год с резервом в размере 2 миллиардов долларов. Пенс выступил с инициативой сокращения бюджетных расходов на 14 млрд долларов в год, в том числе на образование на 24 миллиона долларов, а также на финансирование Управления по делам семьи и социальным услугам на 27 млн долларов и Департамента исправительных учреждений на 12 млн долларов.
Во время пребывания Пенса на посту губернатора уровень безработицы соответствовал среднему показателю по стране. Рост числа рабочих мест в Индиане немного отставал от общегосударственного. В 2014 году экономика Индианы была одной из самых медленно растущих в США. Рост ВВП составил 0,4 % по сравнению со средним показателем по стране в 2,2 %. Это было вызвано спадом деловой активности в производственном секторе. В 2016 году «Carrier Corporation» и «United Technologies» объявили о закрытии двух промышленных объектов. Пенс потерпел неудачу в своих попытках убедить компании сохранить производство в Индиане.
В 2013 году Пенс инициировал налоговую реформу, а именно — снижение ставки подоходного налога на 10 %. Законодатели приняли решение о его уменьшении на 5 %, а также отмене налога на наследство. Спикер Палаты представителей Брайан Босма заявил, что законодательный проект предусматривал «самое большое сокращение налогов в истории штата, которое составило порядка 1,1 млрд долларов». Закон также позволил освободить малые предприятия с оборудованием стоимостью менее 20 000 долларов от уплаты налога на личную собственность.
В 2014 году Пенс поддержал проект «Indiana Gateway» по улучшению качества пассажирских и грузовых железнодорожных перевозок. Его стоимость составила 71,4 млн долларов. В марте 2016 года Пенс подписал закон о финансировании двухлетнего проекта по улучшению качества дорожного полотна в размере 230 млн долларов.

### Политика в области образования
Во время своего пребывания на посту губернатора Пенс поддерживал значительное увеличение финансирования дошкольных учреждений, ваучерных программ и чартерных школ. В 2014 году Пенс инициировал создание пилотной программы финансирования дошкольного образования Индианы стоимостью 10 млн долларов. Он лично выступил перед Комитетом Сената по образованию, чтобы убедить коллег-республиканцев (некоторые из которых выступали против программы) одобрить данный план. Пенсу удалось продвинуть его, «вычеркнув Индиану из списка всего лишь 10 штатов, которые не тратили прямых средств на помощь детям из малообеспеченных семей для подготовки к новому учебному году в дошкольных учреждениях».
В 2015 году Пенс добился значительного увеличения финансирования чартерных школ за счёт изменений в законодательстве.
Закон, подписанный Пенсом в 2013 году, значительно увеличил число студентов в Индиане, которые имеют право на получение школьных ваучеров. По состоянию на 2015—2016 учебный год ежегодная стоимость программы оценивалась в 53 млн долларов.

### Кампания по переизбранию и последующее снятие
Пенс баллотировался на второй срок в качестве губернатора. Он должен был встретиться с демократом Джоном Греггом, который составил ему конкуренцию на прошлых выборах 2012 года. Однако 15 июля 2016 года Майк принял решение о снятии с предвыборной гонки после объявления Дональдом Трампом о выборе Пенса в качестве кандидата на пост вице-президента США.

## Предвыборная кампания—2016
Дональд Трамп рассматривал возможность назначения Пенса своим кандидатом в вице-президенты наряду с губернатором Нью-Джерси Крисом Кристи и бывшим спикером Палаты представителей Ньютом Гингричем. 14 июля стало известно о том, что Майк планирует завершить свою предвыборную кампанию на местном уровне и вместо этого стать кандидатом на пост вице-президента от Республиканской партии. На следующий день Трамп официально объявил об утверждении кандидатуры Пенса.
Спустя некоторое время Пенс заявил, что он «всецело поддерживает Дональда Трампа в его готовности временно приостановить иммиграцию из стран, представляющих угрозу Соединённым Штатам». Пенс сказал, что он «абсолютно согласен» с предложением Трампа о строительстве стены на границе с Мексикой.
Согласно рейтингу портала «FiveThirtyEight», Пенс стал самым консервативным кандидатом в вице-президенты за предыдущие 40 лет.
Пенс заявлял, что персона Дика Чейни станет для него образцом для подражания на посту вице-президента.
В начале октября состоялись дебаты кандидатов на пост вице-президента США. По их завершении эксперты пришли к выводу, что Майк Пенс опередил демократа Тима Кейна. Так, опрос «CNN» показал, что 48 % зрителей отдали победу Пенсу, а 42 % — кандидату от Демократической партии Кейну.

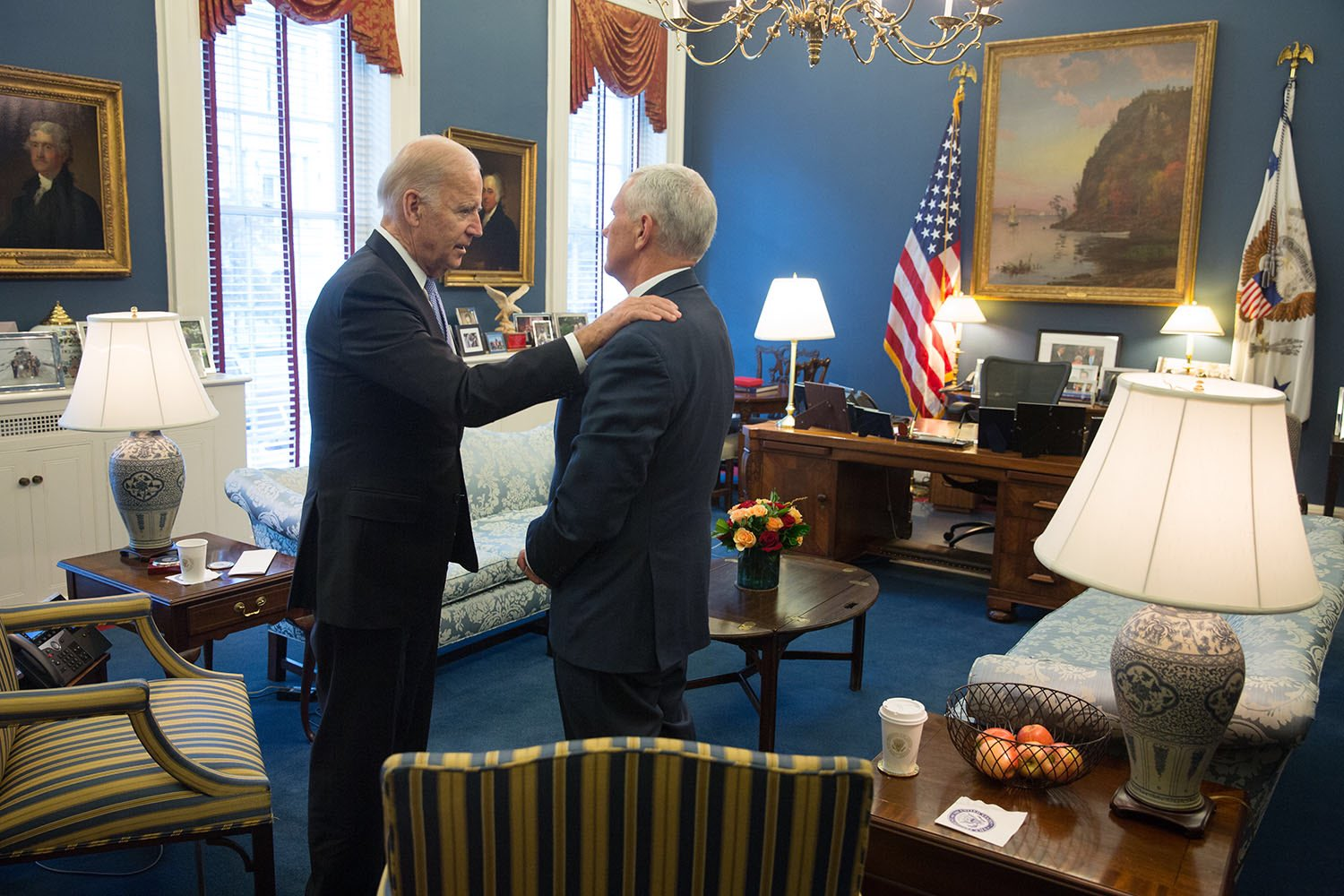
Байден, Пенс. 10 ноября 2016 г.

## Вице-президент США
8 ноября 2016 года Пенс был избран вице-президентом Соединённых Штатов Америки. Вскоре он был назначен председателем переходной команды избранного президента Дональда Трампа.
Пенс стал шестым вице-президентом США, родившимся в Индиане, после Шайлера Колфакса (1869—1873), Томаса Хендрикса (1885), Чарльза Фэрбенкса (1905—1909), Томаса Маршалла (1913—1921) и Дэна Куэйла (1989—1993).

### 2017
20 января 2017 вместе с Дональдом Трампом вступил в должность вице-президента.

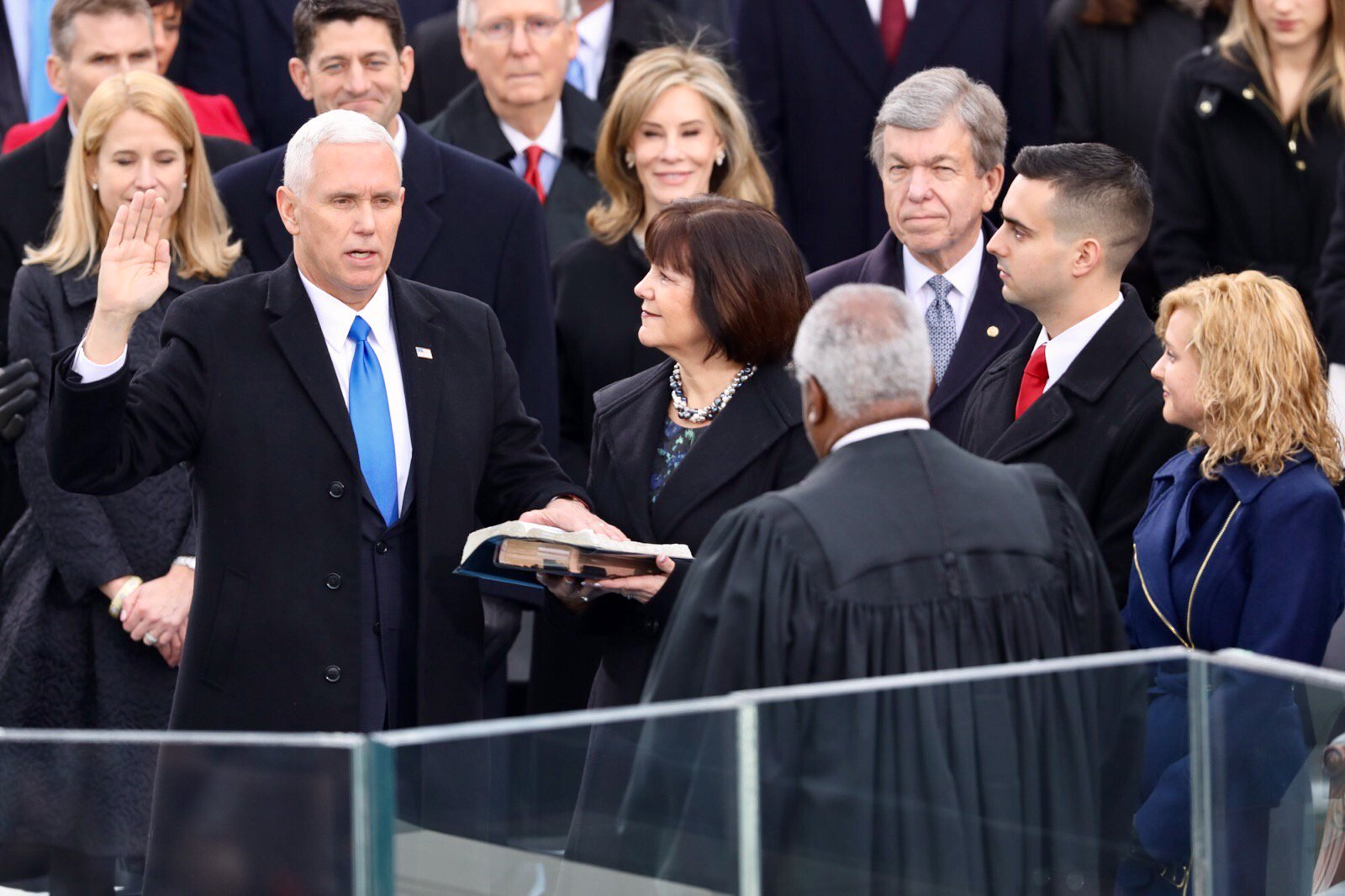
Майк Пенс приносит присягу в качестве 48-го вице-президента США, 20 января 2021

2 февраля 2017 года Майк Пенс встретился с министром иностранных дел Германии Зигмаром Габриэлем. По итогам встречи была подтверждена дальнейшая приверженность всех стран-членов НАТО в плане выполнения своих обязательств по укреплению коллективной безопасности.
5 февраля Пенс подверг резкой критике действия Ирана. Он назвал «прямым нарушением резолюций Совета Безопасности ООН испытание Ираном баллистической ракеты». Майк также повторил позицию президента Дональда Трампа по данному вопросу, который считал «ужасной» ядерную сделку мирового сообщества с Ираном.
10 февраля, выступая в Военной академии США, Пенс заявил следующее:

«Угрозы, с которыми сталкивается Америка, никогда не были столь многочисленными, как сейчас. Но будьте уверены: президент Трамп и его администрация и эта страна никогда не остановятся, пока враги не будут уничтожены и наше государство снова не будет в безопасности»

18 февраля в рамках международной конференции по безопасности в Мюнхене Майк Пенс встретился в президентом Украины Петром Порошенко. Вице-президент США выразил обеспокоенность в связи со всплеском насилия на юго-востоке Украины. По итогам встречи лидеры заявили о необходимости немедленного прекращения огня.
20 февраля во время встречи с главой Европейского совета Дональдом Туском Пенс заявил о желании администрации Трампа наладить взаимоотношение с Россией путём поиска новых решений в области двухстороннего сотрудничества.
10 марта Майк Пенс прокомментировал увольнение советника президента по национальной безопасности Майкла Флинна, который ранее дезинформировал вице-президента и других представителей администрации о своих переговорах с российским послом Сергеем Кисляком. В заявлении Майк отметил, что лоббистские взаимоотношения экс-советника с турецким руководством лишь подтвердили правильность решения о его отставке.
17 апреля в ходе визита в Южную Корею Пенс объявил о завершении эры «стратегического терпения» в отношении Северной Кореи. По его словам, КНДР не стоит «сомневаться в решимости США поддерживать своих союзников». Визит Майка Пенса совпал с самым острым кризисом вокруг КНДР. США перебросили к берегам Корейского полуострова несколько военных кораблей во главе с атомным авианосцем «Карл Винсон». СМИ не исключали возможность нанесения удара по Северной Корее.
Затем Пенс отправился в Индонезию, где встретился с президентом страны Джоко Видодо. Майк завершил своё турне остановками в Австралии, Американском Самоа и на Гавайских островах.
21 мая Пенс выступил с вступительной речью в Университете Нотр-Дам. По традиции университета новоизбранный президент должен произносить речь в год своей инаугурации, но в 2017 году Дональд Трамп решил выступить в Университете Либерти.
20 июня Майк Пенс вновь встретился с президентом Украины Петром Порошенко. В ходе встречи Пенс выразил поддержку «нормандскому формату», урегулированию конфликта в юго-восточной части Украины и отметил приверженность США соглашениям «Минск-2». Кроме того, он подчеркнул необходимость проведения реформ на Украине, а также одобрил оказание стабильной помощи украинским властям по линии Международного валютного фонда.
15 июля Майк Пенс и премьер-министр Канады Джастин Трюдо договорились о «модернизации соглашения НАФТА путем конструктивных переговоров». Ранее Дональд Трамп заявлял о возможности выхода из него, если США не получат дополнительной выгоды от его действия.
29 июля на фоне политического кризиса в Венесуэле Пенс призвал президента Николаса Мадуро к немедленному освобождению политических заключенных, к которым он причислил лидера оппозиции Леопольдо Лопеса, а также к проведению честных выборов, восстановлению полномочий Национальной ассамблеи и уважению прав человека.
В начале августа Майк Пенс опроверг публикацию «New York Times», в которой утверждалось, что он собирается баллотироваться в президенты США на выборах 2020 года. Газета утверждала, что многочисленные помощники Пенса ищут спонсоров для его предвыборной кампании, а сам Пенс «выстраивает собственную политическую базу». В ответ на это Пенс заявил следующее:

«С какими бы фейковыми новостями мы ни сталкивались, вся моя команда сосредоточит усилия на продвижении повестки дня президента и его переизбрании в 2020 году. Любые другие предположения смешны и абсурдны»

### 2018
20 января 2018 года Пенс посетил Египет. В ходе встречи президент Египта Абдул-Фаттах Ас-Сиси заявил о том, что рассчитывает на поддержку США в борьбе с терроризмом. Затронули также решение Дональда Трампа перенести американское посольство в Израиле в Иерусалим. По этой причине Пенс ещё до визита столкнулся с рядом политических неудач. С ним отказался встречаться глава Палестины Махмуд Аббас, заявивший, что США демаршем относительно посольства лишили себя роли посредника в ближневосточном урегулировании. Отказались встречаться с Пенсом представители мусульманской общины и Коптской православной церкви в Египте.
22 января в рамках своего визита в Израиль Майк Пенс ещё раз подтвердил намерение США перенести своё посольство из Тель-Авива в Иерусалим. Он также обозначил срок осуществления данного намерения:

«Иерусалим — столица Израиля и, поскольку это так, президент Трамп дал указание Госдепартаменту немедленно начать подготовку к переносу посольства США из Тель-Авива в Иерусалим <…> Посольство откроется до конца следующего года (прим. — 2019)»

1 февраля Пенс заявил, что число попыток незаконного пересечения границы США и Мексики за предыдущие 12 месяцев снизилось в два раза.
По официальным данным Службы таможенного и пограничного контроля США, в 2017 году число задержаний или отказов в пропуске через американо-мексиканскую границу стало самым низким с 2012 года — чуть более 415 тысяч, тогда как годом ранее этот показатель составлял 563,2 тысячи.
12 февраля Майк Пенс высказался по поводу дальнейших действий США в отношении Северной Кореи. Он объявил о продолжении политики давления на КНДР, однако выразил готовность к ведению переговоров в случае острой необходимости. При этом, по словам Пенса, КНДР сперва должна отказаться от ядерной программы, и лишь затем США согласятся на переговоры.
15 апреля в ходе встречи с премьер-министром Канады Джастином Трюдо Майк Пенс обсудил соглашение по Североамериканской зоне свободной торговли (НАФТА), кризис в Венесуэле и удар по Сирии, который был нанесён по правительственным объектам, которые, по мнению США, использовались для производства химического оружия. Было выпущено более 100 ракет, большая часть которых была сбита сирийскими силами ПВО.
7 мая Пенс встретился министром иностранных дел Великобритании Борисом Джонсоном и обсудил проблемы КНДР, а также запланированный на июль визит Дональда Трампа в Великобританию. Особое внимание было приковано к проблеме Ирана. Так, президент Трамп не раз выражал недовольство сделкой и говорил о возможности выхода из неё. Режим снятия санкций против Ирана в соответствии с договорённостями был распространён до 12 мая включительно. Вскоре Трамп объявил, что соглашение не будет продлено.
26 июня Майк Пенс обратился к жителям Центральной Америки с призывом не рисковать своими жизнями и не приезжать в США нелегально. Предваряя данное обращение, Дональд Трамп призвал депортировать всех незаконных иммигрантов из страны без привлечения судей и судебных дел. Он назвал существующую систему «издевательством над хорошей иммиграционной политикой, законом и порядком».
22 июля Пенс дал краткий комментарий по поводу встречи Дональда Трампа с президентом России Владимиром Путиным, которая состоялась 16 июля в финском Хельсинки и стала первой с момента избрания американского президента:

«На этой неделе американский народ стал свидетелем того, как президент вернулся из успешной зарубежной поездки. Он встретился с союзниками в Европе, даже встретился с президентом Российской Федерации, сказав, по его словам, что он скорее бы пошёл на политический риск для достижения мира, чем рискнул бы миром ради политики»

4 октября Майк Пенс, выступая в институте Хадсона, заявил об усилении вмешательства Китая во внутренние дела США с использованием политических, экономических и военных инструментов.
7 ноября во время пресс-конференции в Белом доме Дональд Трамп объявил о том, что вице-президент Пенс будет избираться с ним на второй срок в 2020 году.
14 ноября в интервью «The Washington Post» Пенс предупредил Китай о том, что если он не изменит своё поведение, его ждет тотальная холодная война с США и их партнёрами. Он посоветовал властям Китая провести масштабные изменения в экономической, военной и политической деятельности, назвав это «лучшим, если не последним, шансом». На вопрос, что произойдет, если власти Китая не пойдут навстречу, Пенс ответил: «Тогда так тому и быть». Он выразил готовность к усилению экономического, дипломатического и политического давления. По его мнению, экономика США достаточно сильна, чтобы выдержать такую эскалацию, в то время как китайская «менее устойчива».

### 2019
6 января 2019 года Майк Пенс провёл переговоры по формированию бюджета со спикером Палаты представителей Нэнси Пелоси и лидером демократов в Сенате Чаком Шумером. Это было вызвано тем, что часть федеральных учреждений США, включая Государственный департамент, Министерство юстиции и Министерство внутренней безопасности, сократила работу из-за отсутствия одобренного Конгрессом бюджета. Камнем преткновения стало требование Трампа построить стену на границе с Мексикой и дополнительно увеличить ассигнования на пограничную безопасность.
1 февраля Пенс потребовал от президента Венесуэлы Николаса Мадуро «не испытывать терпение США» и уйти в отставку. Ранее США поддержали оппозиционного политика Хуана Гуайдо, который после избрания главой Национальной ассамблеи объявил себя президентом страны. В ответ Мадуро разорвал политические отношения с США.
14 февраля, выступая на пресс-конференции по Ближнему Востоку, организованной Польшей и США, Майк Пенс призвал европейских партнёров выйти из иранской ядерной сделки.

«Пришло время для европейских партнёров быть вместе с нами и с иранским народом, быть с нашими друзьями и партнёрами в регионе. Пришло время, чтобы европейские партнёры вышли из иранской ядерной сделки и присоединились к экономическому и дипломатическому давлению на Иран, которое бы принесло иранскому народу, региону и миру в целом безопасность и свободу»

3 апреля, выступая на мероприятии по случаю 70-летия со дня образования НАТО, Пенс заявил, что США по-прежнему готовы к диалогу с Россией о судьбе Договора о ликвидации ракет средней и меньшей дальности (ДРСМД). Вице-президент обвинил Россию в том, что она отказывается уничтожать ракету, якобы нарушающую условия договора, что, по его мнению, представляло бы «существенный риск для членов НАТО». Именно этим Пенс объяснил то, что у США «не было другого выхода, кроме как письменно уведомить за шесть месяцев о выходе» из ДРСМД.
18 апреля Майк Пенс прокомментировал опубликованный доклад Роберта Мюллера о «российском вмешательстве».

«Публикация сегодня доклада спецпрокурора подтверждает то, что я и президент говорили с первого дня: между (предвыборной) кампанией Трампа и Россией не было сговора и не было препятствования правосудию»

18 июля Пенс заявил о том, что считает власти Мьянмы виновными в «кампании этнических чисток» против народности рохинджа. Он напомнил о введении США санкций против военных из этой азиатской страны, которых считают ответственными за это. Другим объектом критики Пенса стал Китай. Пенс обвинил китайские власти в преследовании буддистов и христиан, а также в том, что они подвергли заключению более одного миллиона мусульман. Еще хуже, по его словам, обстоят дела в КНДР.
19 августа президент США Дональд Трамп вновь подтвердил, что Майк Пенс рассматривается в качестве потенциального кандидата на пост вице-президента на его второй срок.
1 сентября Пенс провёл встречу с президентом Украины Владимиром Зеленским, в ходе которой выразил приверженность поддержке территориальной целостности и суверенитета Украины. Обсудили также сотрудничество в энергетической сфере, отметив важность подписанного соглашения о поставках природного газа. Кроме того, на встрече речь шла о визите Зеленского в США и встрече с президентом Дональдом Трампом.
5 сентября Пенс встретился с премьер-министром Великобритании Борисом Джонсоном. В ходе встречи они подтвердили намерение заключить двустороннее торговое соглашение между США и Великобританией после выхода Великобритании из состава Европейского союза.
16 октября канцелярия вице-президента ответила отказом на запрос глав трёх комитетов Палаты представителей по предоставлению документов в рамках расследования по процедуре импичмента президенту Дональду Трампу. Соответствующее письмо направлено конгрессменам, представляющим Демократическую партию, от лица юриста канцелярии вице-президента. Само расследование по процедуре импичмента в письме называлось «самопровозглашённым», поскольку по нему не было проведено голосование. По этой же причине сотрудничать с демократами ранее отказались и в Белом доме.
23 ноября Пенс обсудил с премьер-министром Ирака Адилем Абдулом-Махди сложившуюся ситуацию в этой стране, где более двух месяцев проходили массовые народные протесты. Протестующие требовали отставки правительства, усиление мер по борьбе с коррупцией, безработицей, улучшения условий жизни. В результате сопровождающих акции протеста столкновений и беспорядков погибли более 300 человек, число пострадавших составило около 15 тысяч.
4 декабря Майк Пенс назвал «постыдным» расследование по импичменту, которое проводили демократы в Конгрессе, подозревая президента Трампа в том, что он задержал военную помощь Украине и требовал в обмен на предоставление помощи провести расследование против своего политического оппонента Джо Байдена и его сына Хантера.

### 2020—2021
После поражения на выборах в ноябре 2020 года Дональд Трамп заявил, что вице-президент Майкл Пенс имеет право пересмотреть итоги выборов. 6 января 2021 года состоялся масштабный митинг в поддержку Трампа в Вашингтоне, в ходе которого действующий президент США заявил: «Мы никогда не сдадимся, мы никогда не признаем поражение», после чего толпа его сторонников на непродолжительное время захватила Капитолий, что привело к гибели нескольких человек.
Пенс осудил штурм Капитолия и действия президента Трампа, а также отписался от Трампа в «Твиттере». Трамп же заявил, что Пенсу «не хватило смелости сделать то, что нужно сделать» для защиты конституции страны.

## Предвыборная кампания—2024
С 5 июня 2023 года официально начал свою президентскую кампанию и принял участие в праймериз Республиканской партии США в рамках президентских выборов 2024 года. 28 октября 2023 года из-за слабых результатов в опросах и отсутствия значимой финансовой поддержки выбыл из президентской гонки. После выхода из гонки заявил, что не будет поддерживать Трампа в его предвыборной кампании; Пенс не появлялся на съезде Республиканской партии, на котором Трамп был выдвинут кандидатом в президенты. 